# دستور زامبيا
تم اعتماد دستور زامبيا رسميًا في عام 1991 وتم تعديله في عام 2009 وتم تعديله آخر مرة في عام 2016.

## روابط خارجية
- دستور زامبيا